# Immunità (diritto)
L'immunità, in diritto, indica l'esenzione da un onere, da un obbligo o da un dovere.

## Etimologia
Il termine è una parola composta di origine latina, immunitas o  inmunitas derivata dall'arcaico munus, ufficio, dovere, compito o prestazione, comunemente usata dai latini per indicare la dispensa da un'attività o da imposte e servizi pubblici.

## Terminologia giuridica
L'immunità è una situazione giuridica soggettiva privilegiata riconosciuta e garantita a taluni soggetti giuridici in considerazione della loro posizione e funzione istituzionale.
(Odilon Barrot, Le Moniteur universel, Assemblée nationale legislatif, resoconto stenografico del 27 giugno 1849, p. 359)
Essa può attenere alla persona del titolare della carica (o dell'appartenente all'organo collegiale tutelato) ovvero alla sede in cui esercita la sua funzione. La definizione di queste situazioni può dipendere da normative interne o da specifici trattati bilaterali o internazionali.
Le immunità si distinguono inoltre per i loro effetti. Le garanzie protettive si sviluppano dalla sottrazione al giudice naturale sino alla non punibilità o al riconoscimento di irresponsabilità per talune fattispecie criminose, o ad altre esenzioni civili, in deroga all'ordinamento ordinario. Più comune è il caso di mera posposizione di alcune conseguenze pratiche delle procedure che riguardano i soggetti riconosciuti immuni. Gli effetti delle immunità sono in genere mitigati in presenza di determinate situazioni eccezionali; i reati "d'opinione" sono l'oggetto principale delle garanzie riconosciute e per questi sono rare le eccezioni ammissibili.

### La prerogativa regia
In alcuni ordinamenti, ad esempio europei, le immunità sono residui di norme talvolta molto antiche che salvaguardavano in genere i monarchi assoluti; in caso di passaggio ad altre forme di Stato, non sempre risultavano abrogate. Queste immunità sono in genere assolute e sempre vigenti, mentre, nei casi in cui risponde ad interessi dello Stato moderno, l'immunità viene opposta, caso per caso, da uno o più organi dello Stato.
Ciò avviene, negli Stati presidenziali, con il "privilegio dell'esecutivo", che si aggiunge alle immunità parlamentari, previste nella forma di governo parlamentare.

## Immunità previste dal diritto italiano

### Immunità del presidente della Repubblica
Il Presidente della Repubblica non è responsabile degli atti compiuti nell'esercizio delle proprie funzioni, fatta eccezione per i casi di alto tradimento e di attentato alla Costituzione, come stabilito dall'articolo 90 della Costituzione, per i quali può esser posto in stato di accusa dal Parlamento in seduta comune, e giudicato dalla Corte Costituzionale, integrata nella sua composizione da 16 cittadini tratti a sorte da un elenco di 45 persone compilato dal Parlamento tra i cittadini aventi i requisiti per l'eleggibilità a senatore.
Per gli atti non rientranti nel concetto di atti eseguiti nello svolgimento delle proprie funzioni il Presidente della Repubblica è equiparato a qualsiasi altro cittadino; tuttavia, ragioni di opportunità costituzionale sconsigliano di sottoporre il Presidente al giudizio della magistratura ordinaria, considerata la sua posizione di vertice nel Consiglio superiore della magistratura.

### Immunità parlamentare
L'immunità per i parlamentari è stabilita dall'art. 68 della Costituzione, che attualmente recita:
Senza autorizzazione della Camera alla quale appartiene, nessun membro del Parlamento può essere sottoposto a perquisizione personale o domiciliare, né può essere arrestato o altrimenti privato della libertà personale, o mantenuto in detenzione, salvo che in esecuzione di una sentenza irrevocabile di condanna, ovvero se sia colto nell'atto di commettere un delitto per il quale è previsto l'arresto obbligatorio in flagranza.
Analoga autorizzazione è richiesta per sottoporre i membri del Parlamento ad intercettazioni, in qualsiasi forma, di conversazioni o comunicazioni e a sequestro di corrispondenza»
(Costituzione della Repubblica Italiana)
È quindi consentito: sottoporre ad indagini i parlamentari senza richiedere l'autorizzazione della Camera di appartenenza, arrestare il parlamentare in presenza di una sentenza irrevocabile di condanna e mettere in arresto il parlamentare nel caso in cui sia colto nell'atto di commettere un reato per cui è previsto l'arresto obbligatorio in flagranza.
Non è invece consentito all'autorità giudiziaria, senza la preventiva autorizzazione della Camera: sottoporre a perquisizione personale o domiciliare il parlamentare, arrestare o privare della libertà personale il membro del Parlamento ad eccezione di una sentenza irrevocabile o della flagranza, e procedere ad intercettazioni delle conversazioni o comunicazioni e a sequestro della corrispondenza.
Con la riforma del 1993 si escluse dall'immunità parlamentare il caso in cui un deputato dovesse essere perseguito in virtù di una sentenza di condanna passata in giudicato e si eliminò la necessità dell'autorizzazione a procedere per sottoporlo a procedimento penale.
Altra prerogativa dei parlamentari è l'insindacabilità. Il parlamentare non può essere chiamato a rispondere per le opinioni espresse e i voti dati nell'esercizio delle funzioni (cosiddetta insindacabilità, art. 68, primo comma, Cost. come modificato dalla Legge cost. 29 ottobre 1993 n.3). In altre parole non ha nessuna responsabilità penale, civile, amministrativa o patrimoniale per tali attività. E rispetto ai suoi elettori, è anche esente da "vincolo di mandato" (attualmente vigente soltanto nelle costituzioni di Portogallo, Panama, Bangladesh e India).
Secondo la legge n. 140 del 2003 - detta anche legge Boato - la Camera di appartenenza del parlamentare può essere chiamata a pronunciarsi sul fatto che un determinato comportamento rientri o meno nell'ambito di applicazione della insindacabilità. Ove il giudice competente dissenta, il parlamentare può sollevare conflitto di attribuzione dinanzi alla Corte costituzionale, la quale finora nel merito ha dato ragione alla magistratura in un rapporto di otto ad uno rispetto alle decisioni parlamentari, determinando un aggravio del contenzioso contro il quale invano sono state avanzate proposte a palazzo della Consulta.
Ma non meno rigorosa - contro l'abuso delle Camere nell'accordare la dichiarazione di insindacabilità - è anche la ricca giurisprudenza della Corte europea dei diritti dell'uomo, dinanzi alla quale viene in rilievo soprattutto il bilanciamento con il diritto di accesso al giudice.
L'immunità è concessa al parlamentare in virtù della sua carica pubblica. Qualora egli decada dalla carica, mentre rimane ferma l'insindacabilità relativa al periodo in cui era nell'esercizio delle funzioni, cessa la cosiddetta inviolabilità ed il soggetto può tornare a subire i provvedimenti in precedenza soggetti ad autorizzazione.
L'immunità sostanziale per le opinioni espresse e i voti dati non si esaurisce con la fine del mandato del parlamentare, a differenza dell'immunità procedurale, valida solo per il periodo di carica.

## Immunità religiosa

### Immunità del Papa
Ai sensi dell'art. 8 del Trattato del Laterano fra l'Italia e la Santa Sede, la persona del Sommo Pontefice è considerata in Italia sacra ed inviolabile. Si tratta di un'immunità assoluta, riconosciuta al Papa in quanto Capo della Chiesa cattolica.

### Immunità dei religiosi ed inviolabilità e delle loro sedi
Specialmente in epoche passate, ai ministri del culto venivano quasi ovunque riconosciute particolari garanzie che non sono state ritirate in tutti i paesi e quindi ancora vigono in alcuni ordinamenti.

## Immunità diplomatica
L'immunità diplomatica è l'insieme di trattamenti particolari concessi agli agenti diplomatici accreditati presso uno Stato per l'intero periodo del loro soggiorno in quel Paese.